# Julija Skokovová
Julija Igorevna Skokovová (rusky Юлия Игоревна Скокова; * 1. prosince 1982) je ruská rychlobruslařka.
V roce 2001 poprvé startovala na Mistrovství světa juniorů, ve Světovém poháru závodí od podzimu 2002. Na Mistrovství světa na jednotlivých tratích 2012 skončila v závodě na 1500 m na osmém místě, o rok později byla na téže distanci sedmá. Mistrovství Evropy 2012 dokončila na šesté příčce, v roce 2014 byla pátá. Zúčastnila se Zimních olympijských her 2014, kde získala bronzovou medaili ve stíhacím závodě družstev. V individuálních olympijských závodech skončila pátá (1500 m), osmá (3000 m) a šestnáctá (1000 m). O rok později si z MS 2015 přivezla bronz ze stíhacího závodu družstev.